# Oune
Oune (en rus: Оунэ) és un poble (un possiólok) del krai de Khabàrovsk, a Rússia, que el 2012 tenia 16 habitants. Pertany al districte rural de Vàninski.